# U.S. Steel Tower
U.S. Steel Tower známý také jako Steel Building je nejvyšší mrakodrap v Pittsburghu. Stojí na ulici Grant Street. Dokončen byl v roce 1970. Má 64 pater a výšku 256 m. Obsluhuje ho 58 výtahů a podlahová plocha je asi 217 000 m2. Firma U.S. Steel je jedním z největších nájemníků i když už budovu nevlastní.